# Dipea
Dipea (en griego, Δίπαια) es el nombre de una antigua ciudad griega de Arcadia.
Según Heródoto, fue escenario de una batalla que culminó con una victoria de los espartanos frente a todos los arcadios, en una fecha indeterminada que se puede situar entre los años 479 y 464 a. C. Pausanias matiza que en la mencionada batalla lucharon todos los arcadios excepto los de Mantinea.
Además, Pausanias dice que fue una de las poblaciones pertenecientes al territorio de Ménalo que se unieron para poblar Megalópolis. Añade que su territorio era atravesado por el río Helisón. Menciona un campeón olímpico del pugilato infantil que era de Dipea llamado Gnatón.
Su localización no es segura pero se ha sugerido que se podría identificar con unas ruinas situadas cerca de la población actual de Davia.